# Kielotie
Kielotie, est une rue de Vantaa en Finlande,.

## Présentation
Kielotie est orientée Sud-Nord, elle part de son rond-point commun avec Talvikkitie et Tikkuritie.
Elle croise, entre-autres, Tikkurilantie, Asematie, Unikkotie, Lummetie, Valkoisenlähteentie, et Hiekkaharjuntie.
Elle se termine en croisant Talkootie.

## Bâtiments

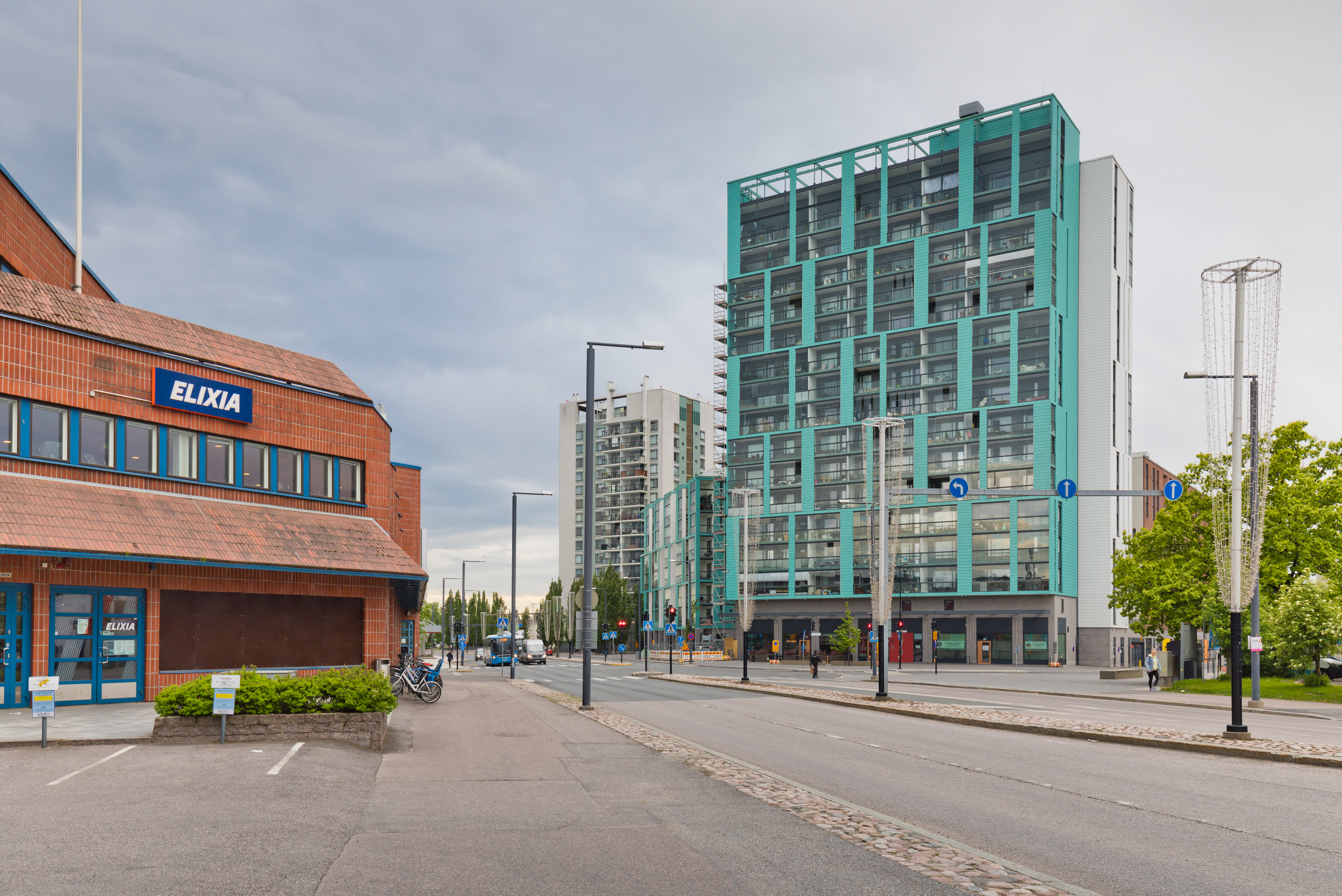
Silkkitehtaantie 2 (à gauche), Kielotorni (au fond) et l'ilot urbain Valo (centre droit) sur Kielotie
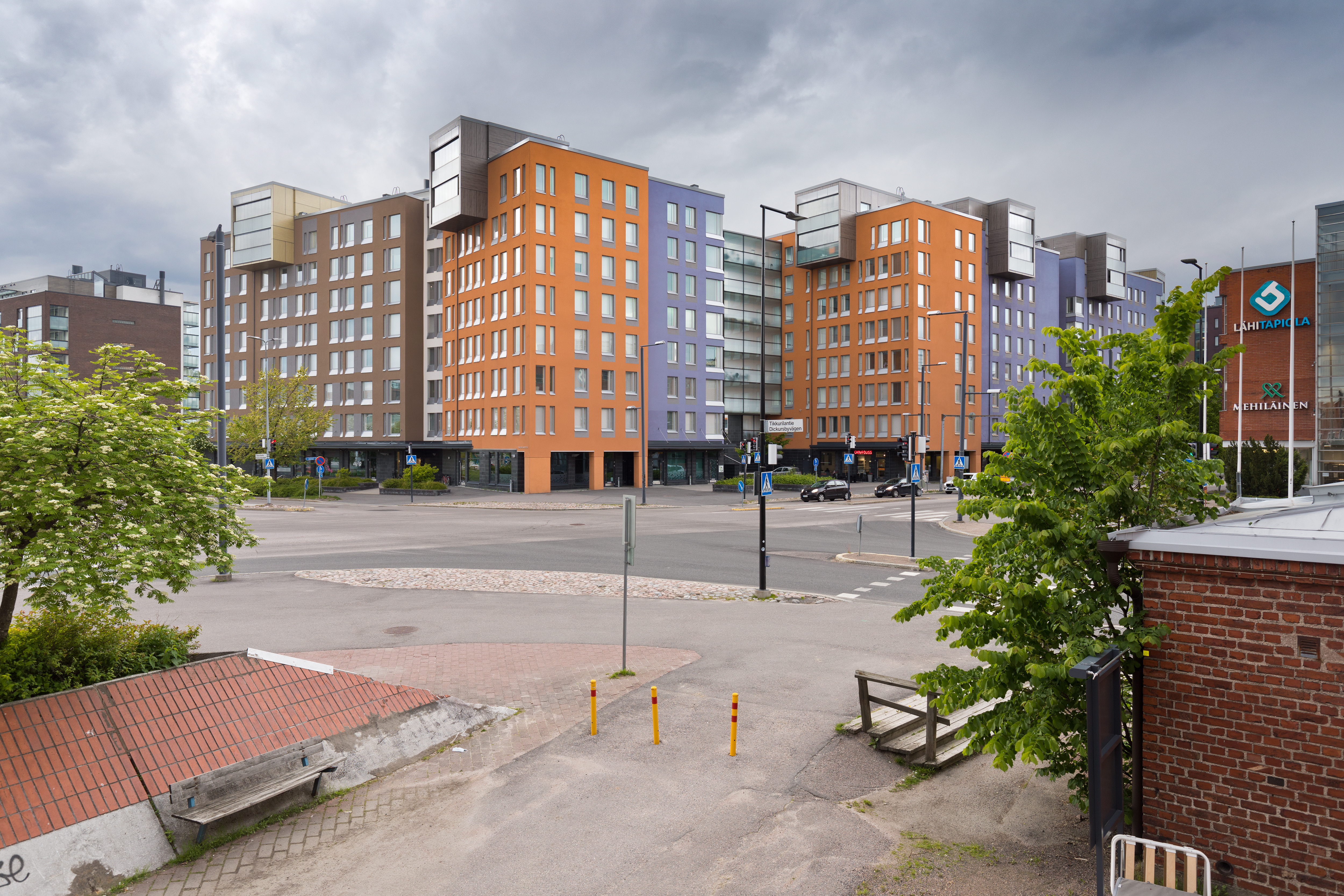
Celica et Verso derrière Tikkurilantie et Kielotie.
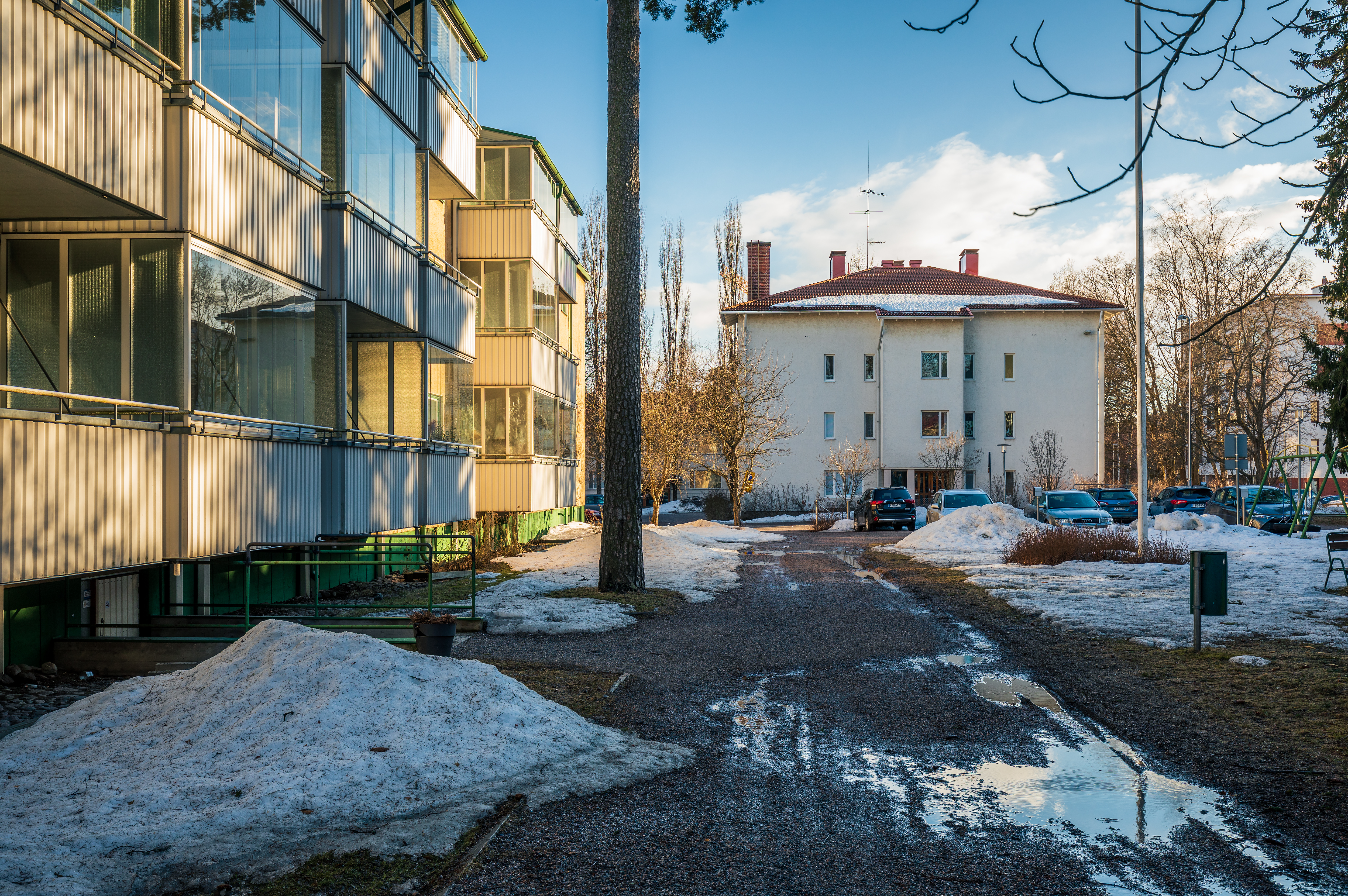
Immeuble  Säästöpyrstö (Kielotie 44 à gauche) et Aravatalo (Kielotie 42, au fond).
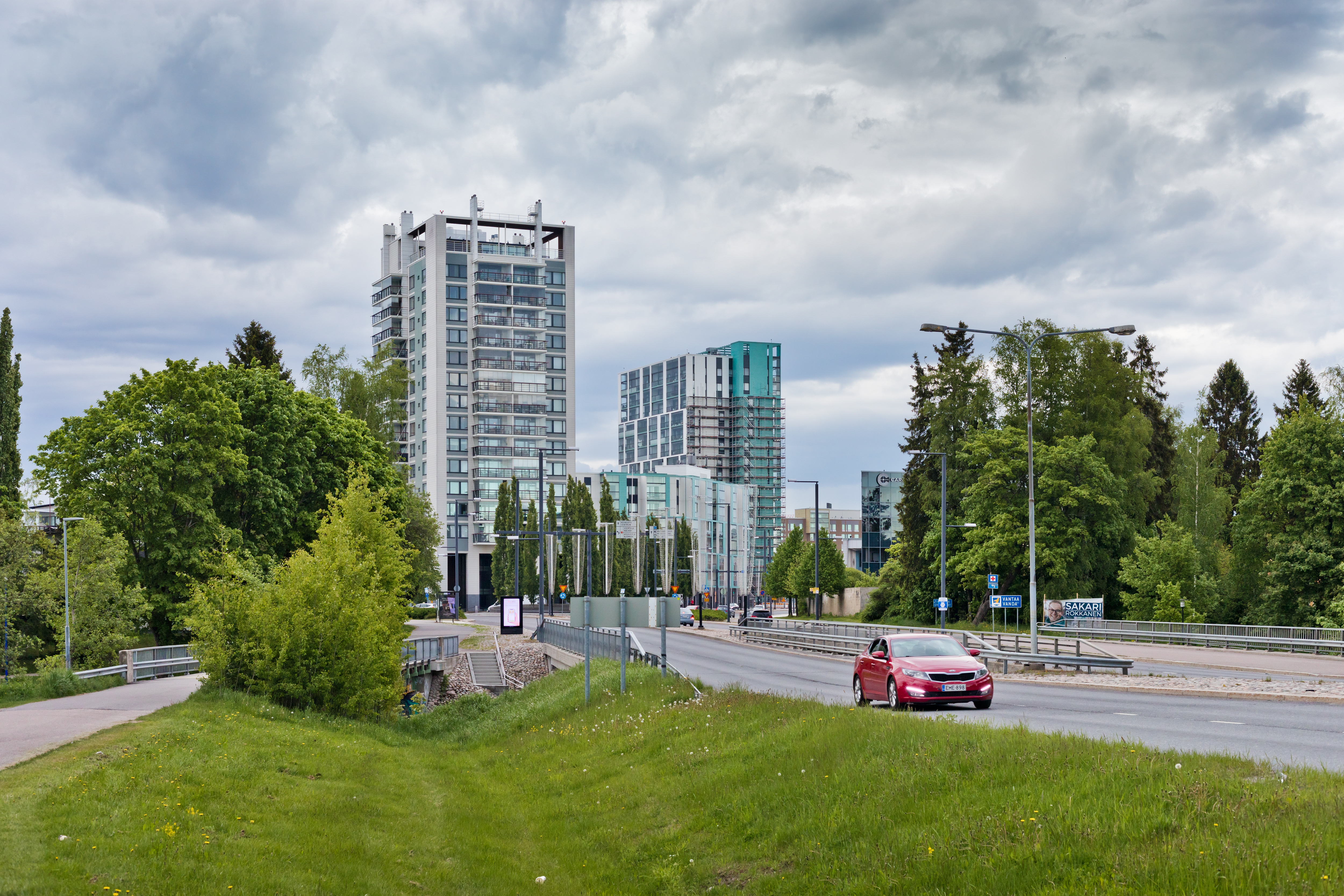
Kielotorni et Sarastus.
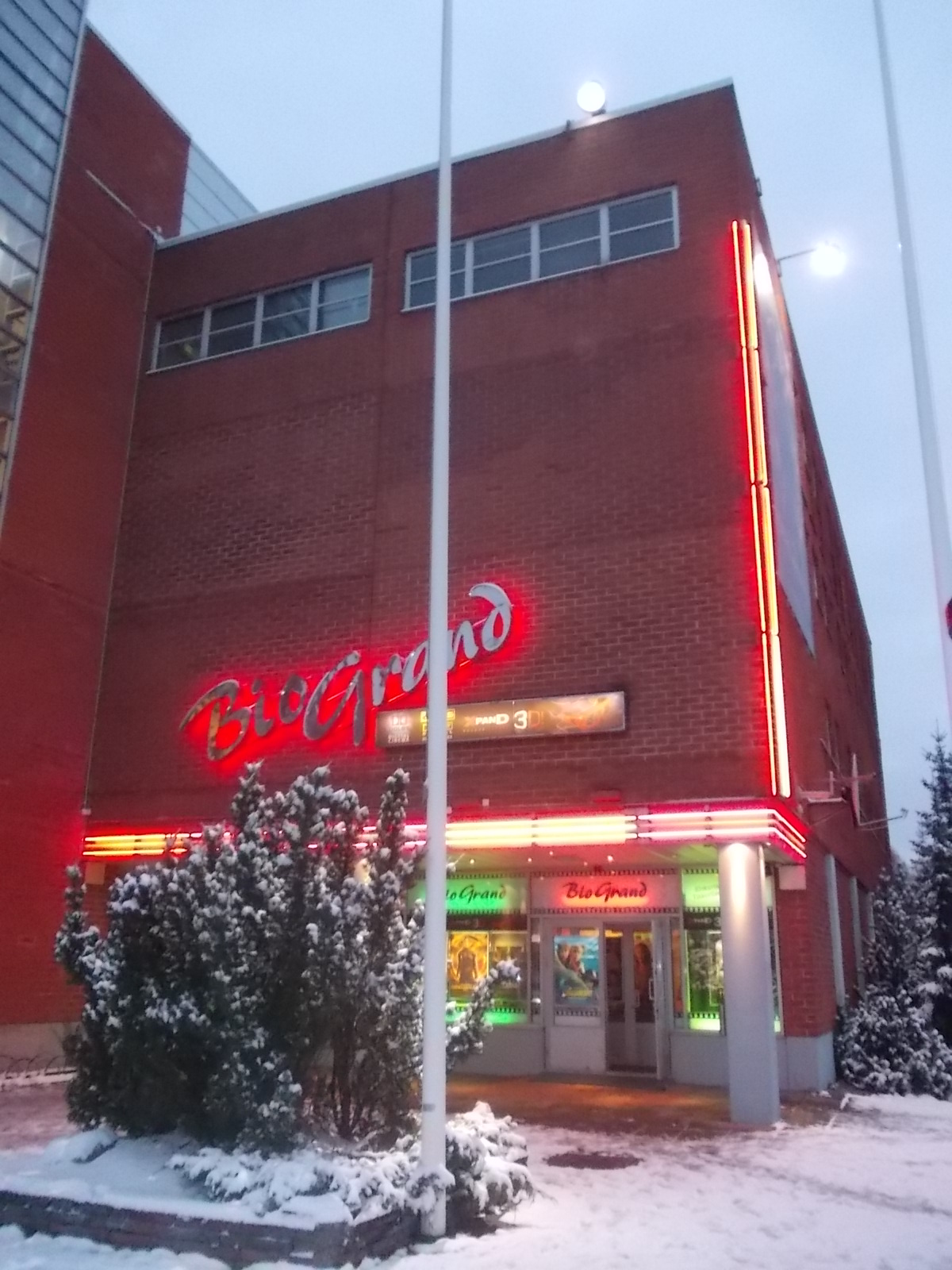
Bio Grand (Kielotie 7)
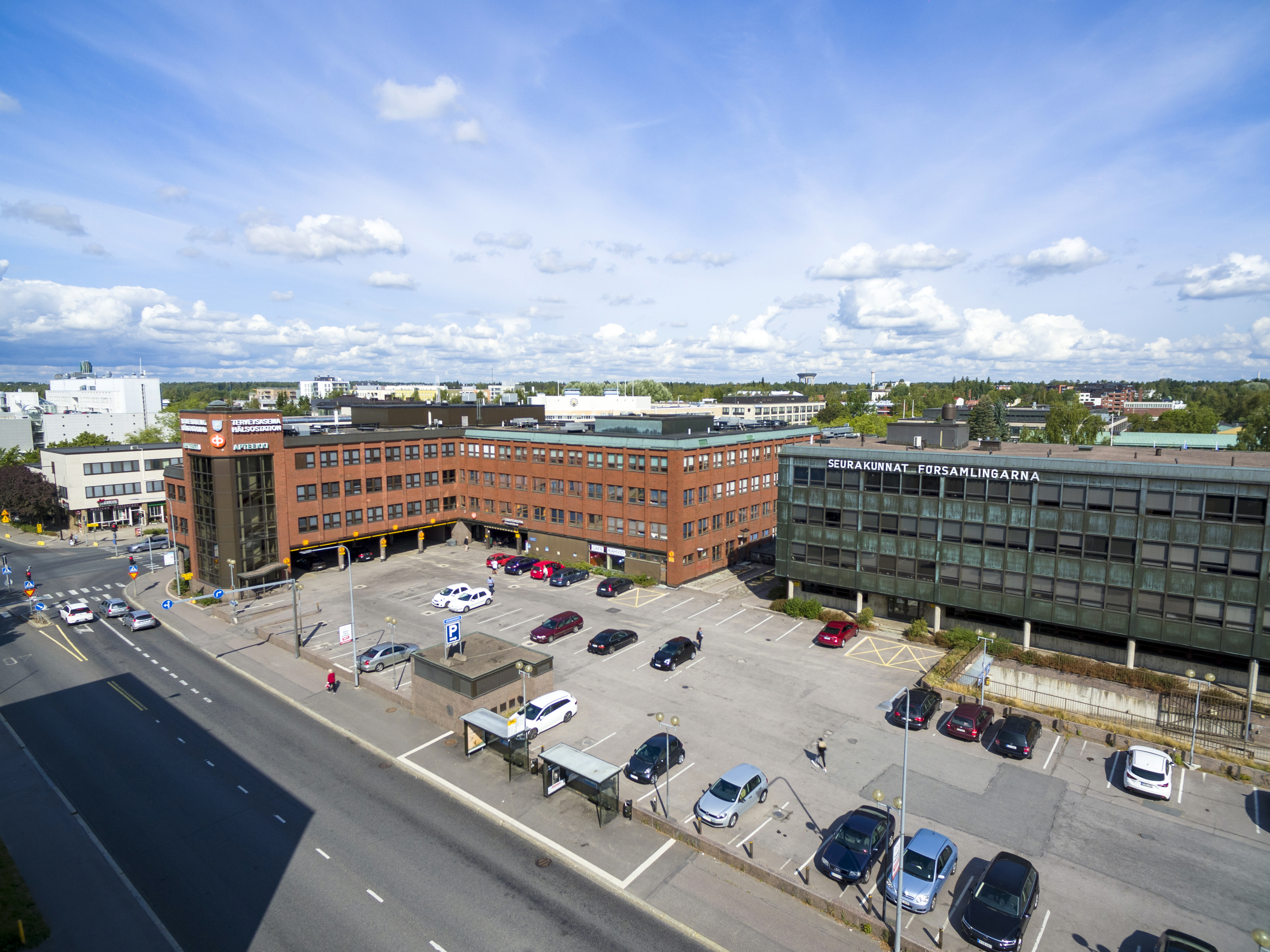
Centre médical de Tikkurila (Kielotie 11a)
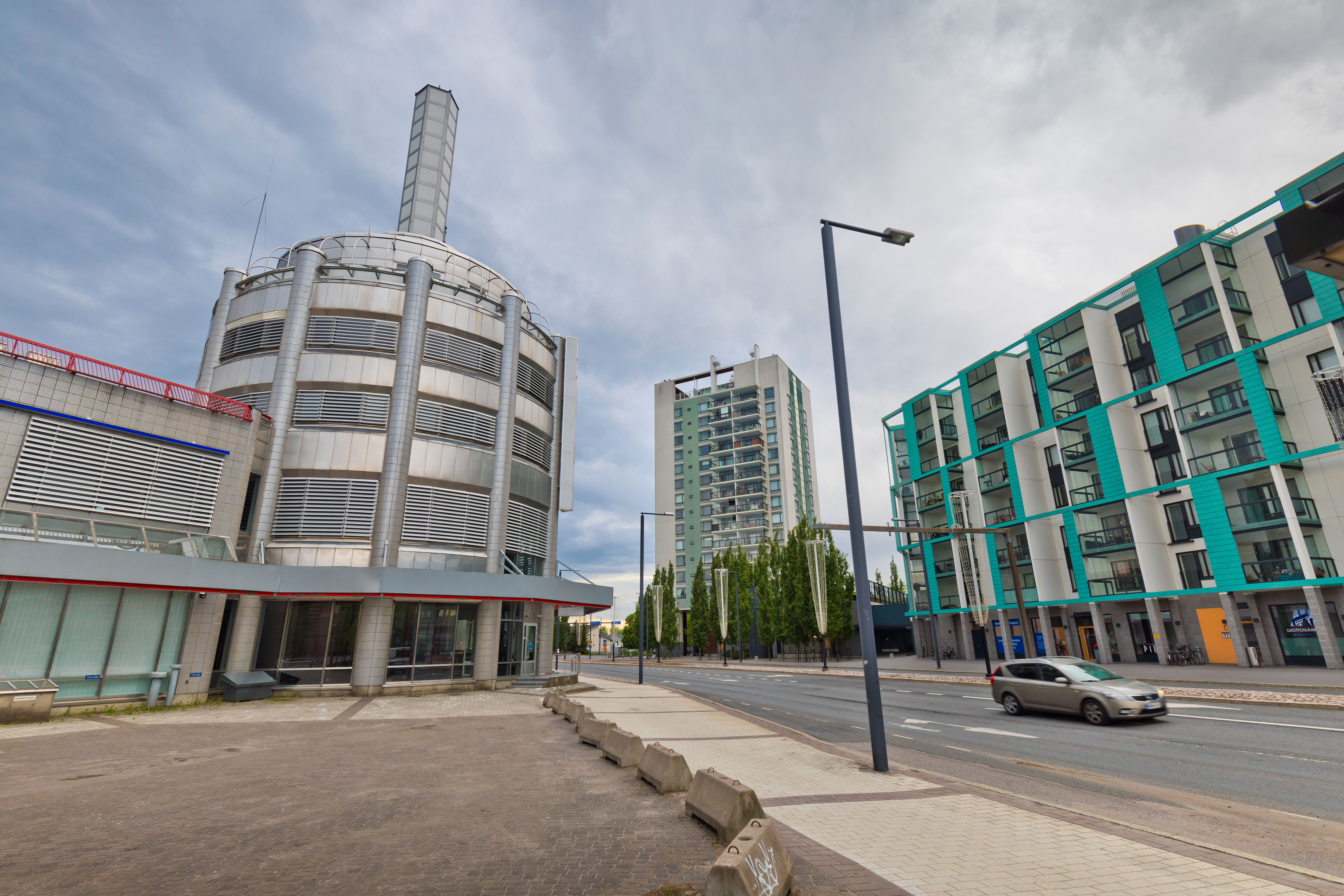
Kielotorni et îlot urbain Valo en bordure de Kielotie.
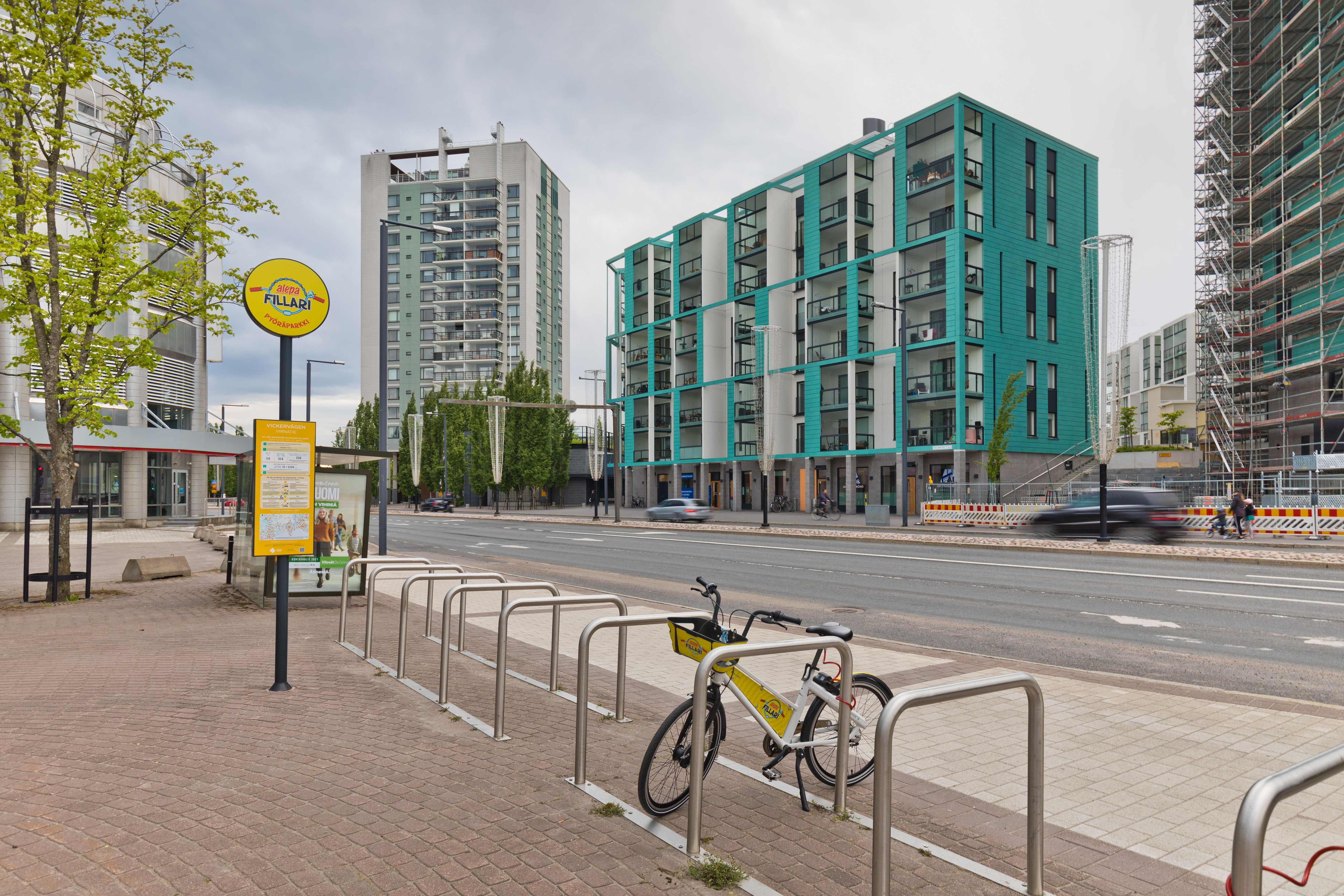
îlot urbain Valo (au fond, au centre et à gauche) en bordure de Kielotie.
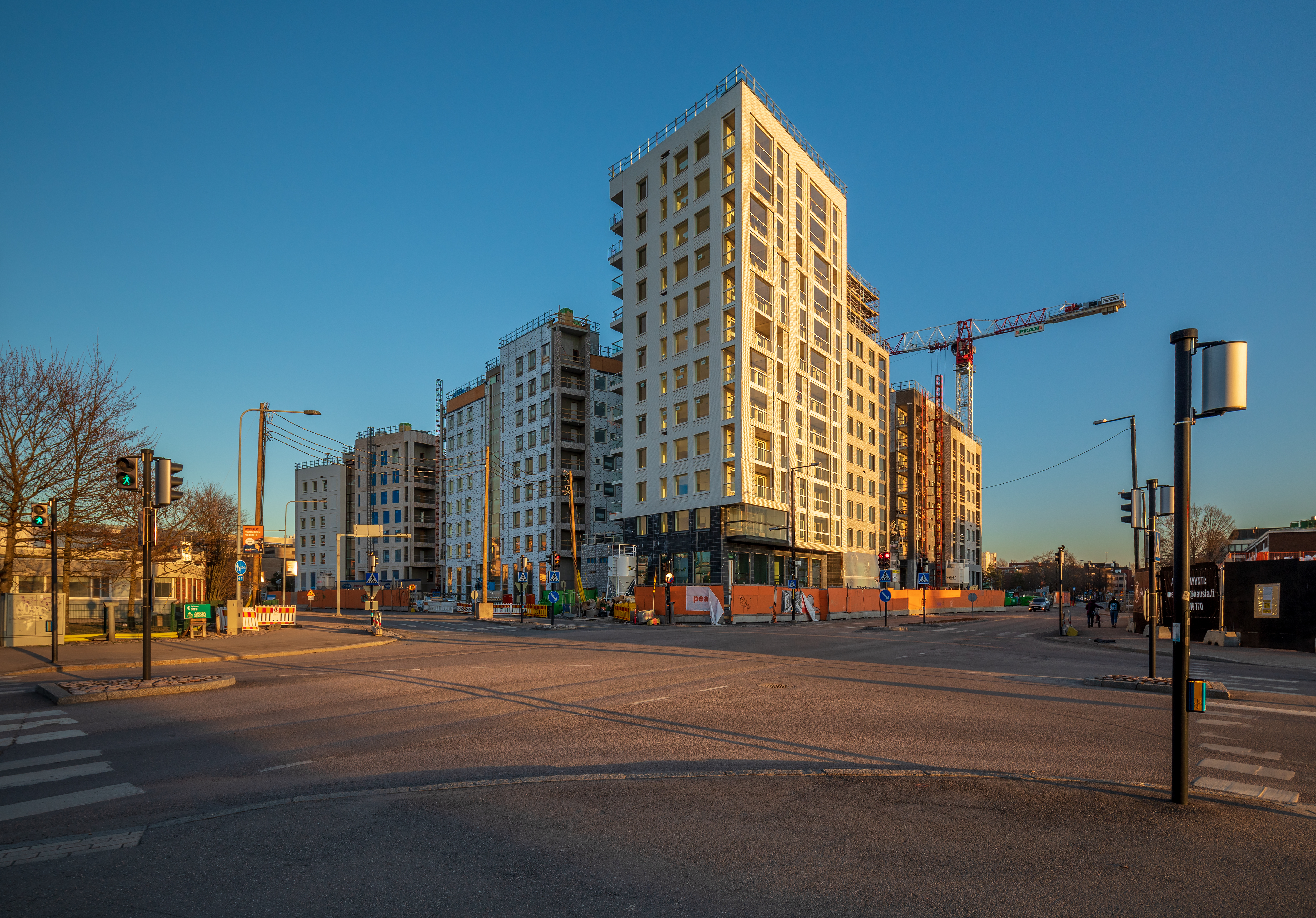
Chantier de construction le long de Kielotie.
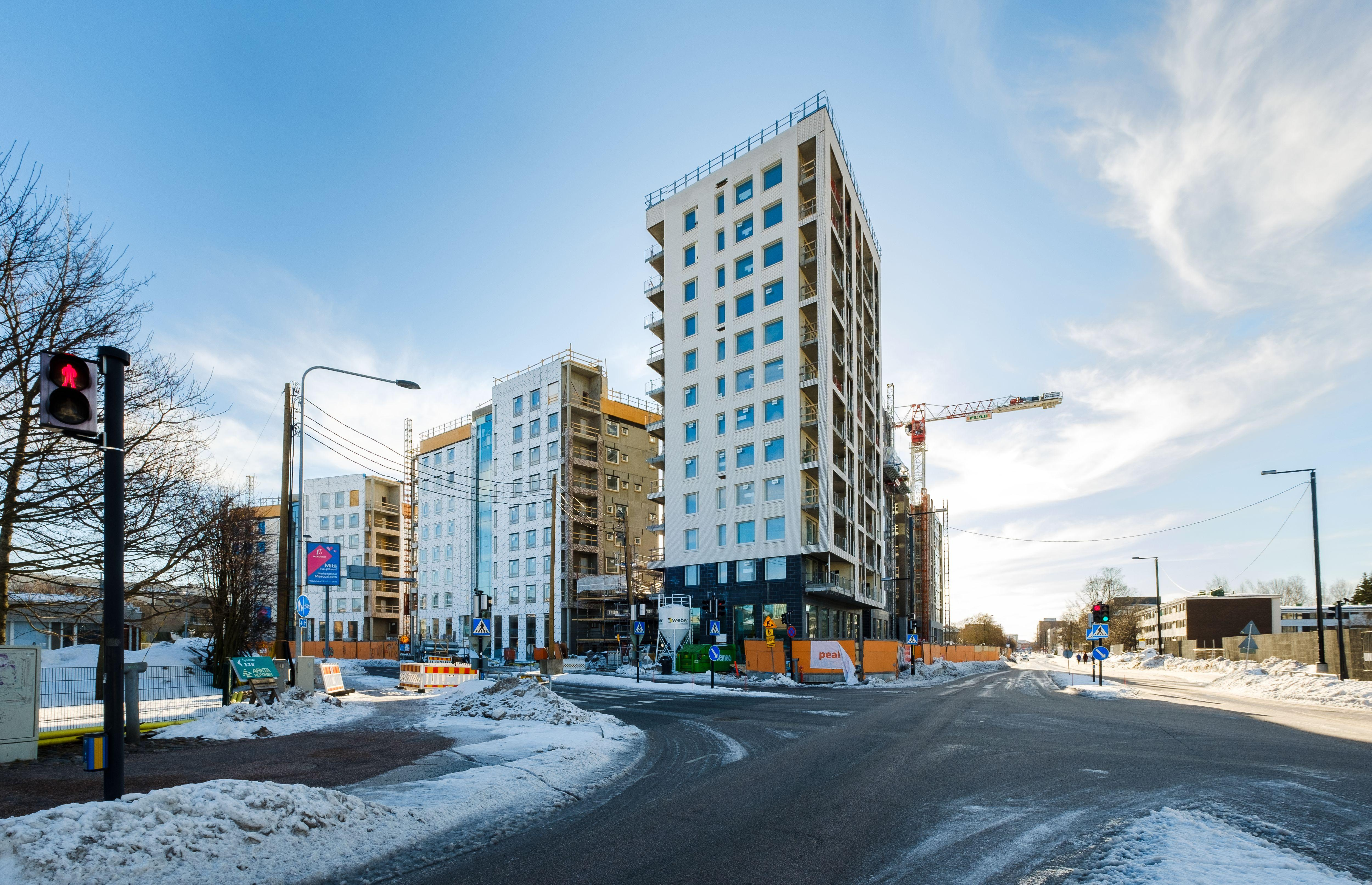
Immeubles en construction à l'intersection de Lummetie et Kielotie.